# Mètode Palmer

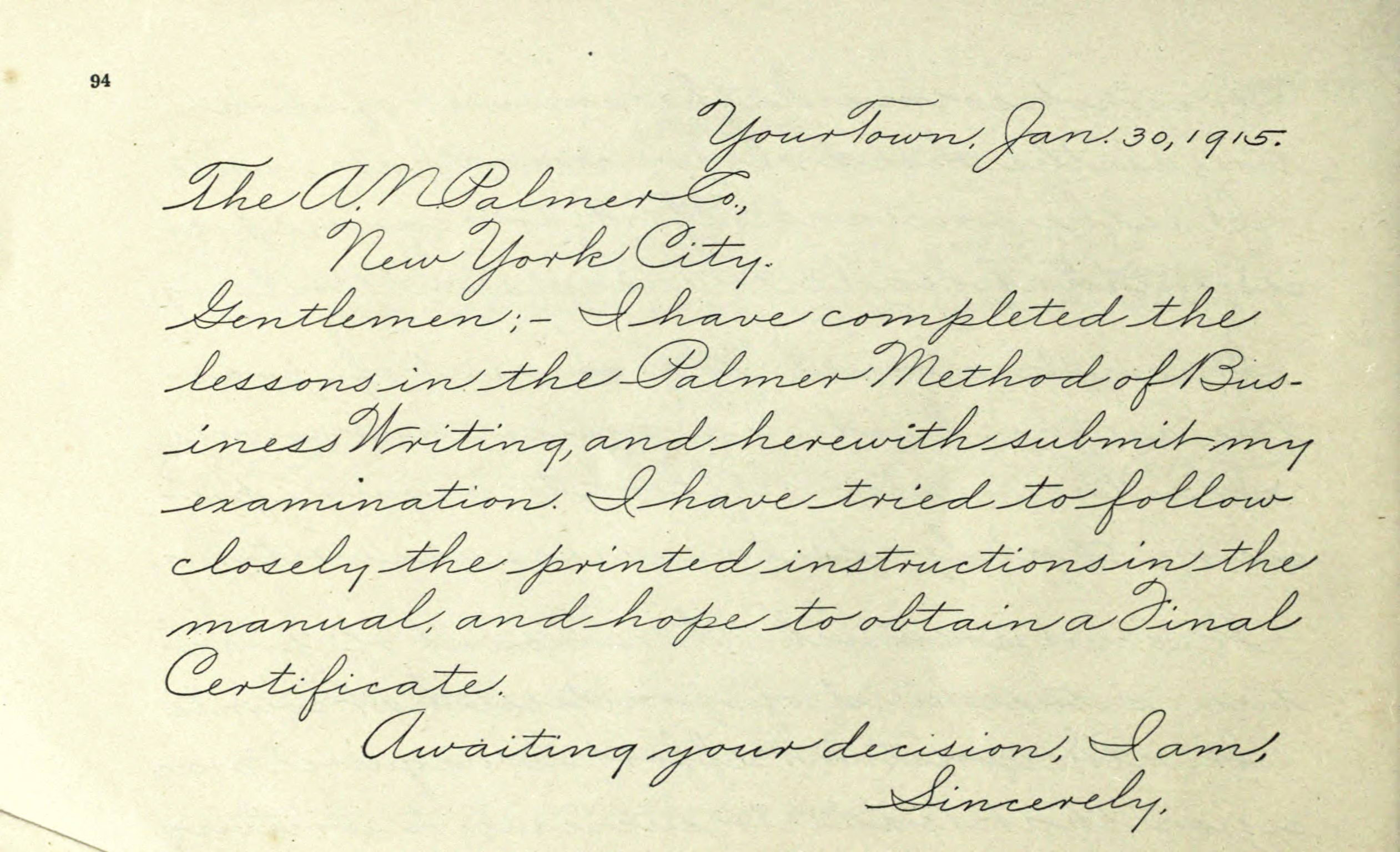
Exemple d'escriptura comercial amb el Mètode de Pàlmer

El mètode Palmer d'escriptura manual va ser desenvolupat i promogut per Austin Palmer (1860-1927) al pas del segle xix al xx. Va ser creat com un estil simplificat del "Mètode Espencerià", que havia estat el principal sistema estandarditzat de cal·ligrafia des de la dècada de 1840. El mètode Palmer es va convertir aviat en el sistema d'escriptura d'escriptura més popular als Estats Units. Amb aquest mètode es pretenia que els estudiants adoptessin un sistema uniforme d'escriptura cursiva amb moviments rítmics.

## Història

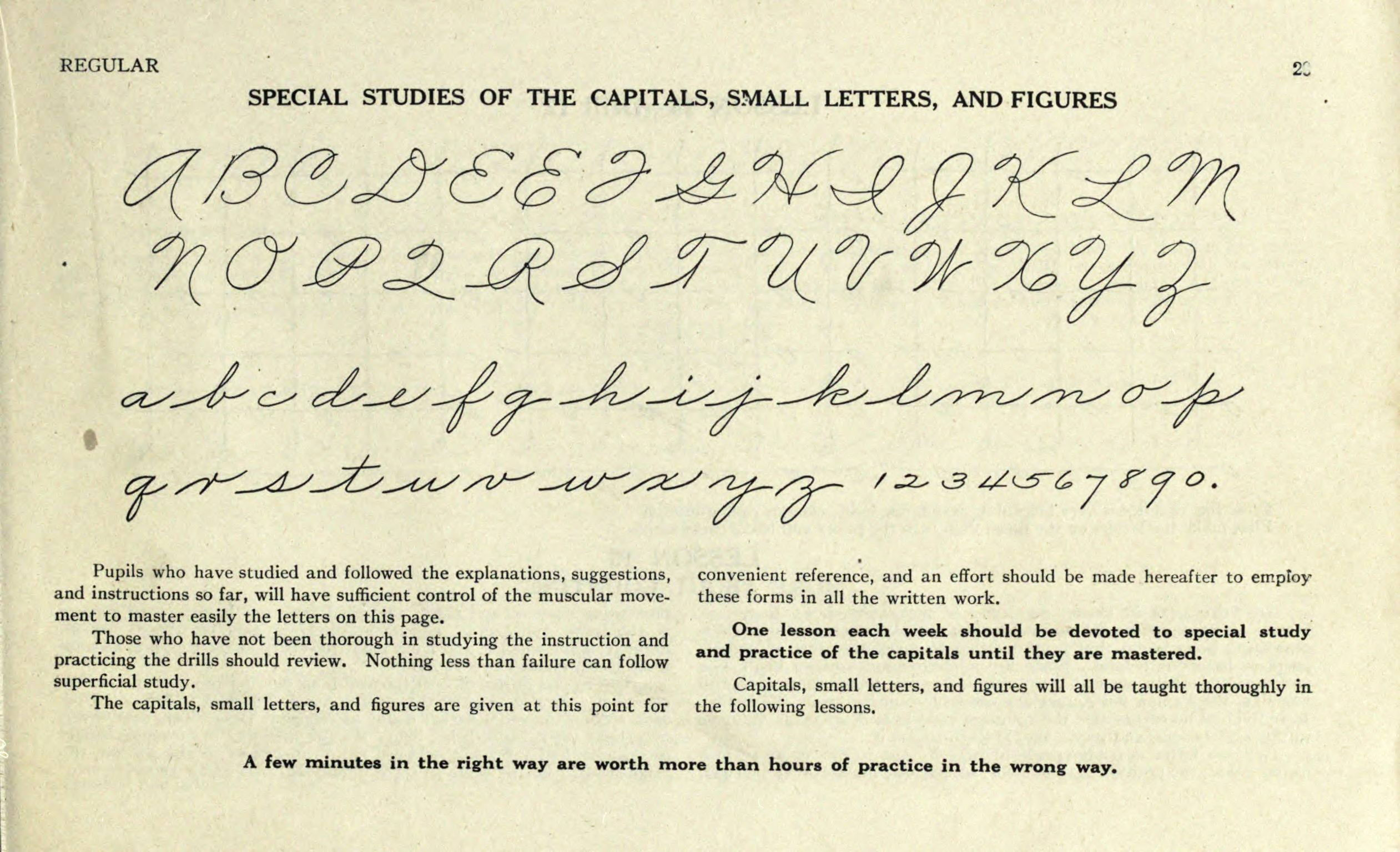
Alfabet i nombres comercials del Mètode Pàlmer

El mètode es va desenvolupar al voltant de 1888 i es va presentar en el seu llibre Palmer's Guide to Business Writing (1894). El mètode de Palmer consistia en un "moviment muscular" que utilitzava els músculs més propers del braç per al moviment, en lloc donar tot el pes de l'escriptura als dits. Malgrat l'oposició dels principals editors, aquest llibre de text va tenir un gran èxit: el 1912 es van vendre un milió d'exemplars als Estats Units. El mètode va guanyar premis, incloent la Medalla d'Or a l'Exposició Pacífic de Panamà a San Francisco, el 1915, i la Medalla d'Or a l'Exposició Sesquicentenària de Filadèlfia, el 1926.
Els defensors del mètode Palmer van ressaltar la seva senzillesa i velocitat, que era molt més ràpid que el penós mètode Spencerian, i que permetia a l'escriptor competir eficaçment amb la màquina d'escriure. Pel que fa als educadors, els defensors del mètode emfatitzaven la regimentació, i que el mètode seria útil en les escoles per augmentar la disciplina i el caràcter, i fins i tot podria reformar els delinqüents.
El mètode Palmer va començar a perdre popularitat a la dècada de 1950 i, finalment, va ser suplantat pel mètode de Zaner-Bloser, que volia ensenyar abans la lletra d'impremta que la lligada, per proporcionar-los un mitjà d'expressió escrita el més aviat possible, i així desenvolupar habilitats d'escriptura. El mètode D'Nealian, introduït el 1978, intentava abordar els problemes plantejats pel mètode Zaner-Bloser, tornant a un estil en cursiva. La companyia de Palmer va deixar de publicar el llibre a la dècada de 1980.

## Llegat
En l'enginyeria del radar, un escàner Palmer és una tècnica d'escaneig que produeix un feix d'escaneig que mou l'antena principal en un moviment circular. El nom es deriva dels cercles en bucle practicats pels estudiants del mètode Palmer.